# Фальк, Пауль
Пауль Фальк (нем. Paul Falk; 21 декабря 1921, Дортмунд, Вестфалия — 20 мая 2017, Квайдерсбах, Рейнланд-Пфальц) — немецкий фигурист. Вместе с Риа Баран-Фальк стал олимпийским чемпионом в парах 1952 года. Пара состояла в знаменитом спортклубе ЕГ Дюссельдорфа и у них не было тренера.
До 1951 года Риа Баран-Фальк и Пауль Фальк не участвовали в международных соревнованиях, потому что Германия была исключена из международного спорта после Второй мировой войны.
Они были первой парой, которая исполнила параллельные двойные прыжки, и они также изобрели поддержку «лассо». Риа и Пауль ни разу не были побеждены в любительских соревнованиях.
После победы на Олимпийских играх 1952 года они перешли в профессионалы и выступали в шоу «Holiday on Ice».
Позже Пауль Фальк работал механиком.

## Спортивные достижения
| Соревнования/Сезон      | 46-47 | 47-48 | 48-49 | 49-50 | 50-51 | 51-52 |
| ----------------------- | ----- | ----- | ----- | ----- | ----- | ----- |
| Зимние Олимпийские игры |       |       |       |       |       | 1     |
| Чемпионаты мира         |       |       |       |       | 1     | 1     |
| Чемпионаты Европы       |       |       |       |       | 1     | 1     |
| Чемпионаты Германии     | 1     | 1     | 1     | 1     | 1     | 1     |